# Gruvtjärnen (Kalls socken, Jämtland)
Gruvtjärnen är en sjö i Åre kommun i Jämtland och ingår i Indalsälvens huvudavrinningsområde.